# ريما سلوم
ريما سلوم (4 سبتمبر 1988 - ) ممثلة

## عنها
تخرجت من المعهد العالي للفنون المسرحية قسم التمثيل في دمشق. انتقلت إلى مصر عام 2013 لإكمال الدراسات العليا في أكاديمية الفنون في القاهرة وعملت في الإذاعة المصرية و الدوبلاج و التعليق الصوتي في العديد من الأفلام و المسلسلات باللهجات السورية و المصرية واللبنانية إضافة إلى اللغة العربية الفصحى و تخطو خطوات مدروسة في الدراما التلفزيونية والسينما المصرية من خلال أول مشاركاتها التلفزيونية في المسلسل المصري السهام المارقة رمضان 2018 بدور أمامة إلى جانب الممثل المصري شريف سلامة المسلسل عرض على قناة أبوظبي.

### التعليم
- درست الحقوق في جامعة بيروت العربية - لبنان
- درست التمثيل في معهد اورنينا باشراف نائلة الأطرش
- درست في المعهد العالي للفنون المسرحية - دمشق عام 2009 و تخرجت عام 2012 في مشروع تخرج بانتظار المطر باشراف الدكتور سامر عمران.
- انتقلت إلى القاهرة لإتمام الدراسات العليا في التمثيل والاخراج في أكاديمية الفنون

## أعمالها
- السهام المارقة

### المسرح
- مكبث
- هاملت
- رغبة تحت شجرةالدردار
- عربة تسمى الرغبة
- الليلة الثانية عشرة
- سر عائلي
- الموت والعذراء
- دون جوان
- قصص تشيخوف

### الأدوار المهمة
- أمامة السهام المارقة
- حليمة قيامة أرطغرل
- انيتا ايه جابك عند جارك
- جيجي عائلة رمضان كريم
- آية سحر جوليا
- الخنساء
- العزيز بالله هند
- فينا ري سراب الماضي

## الجوائز
- بدأت موهبتها في سن مبكرة من خلال مهرجانات ومسارح الطفل، نالت المركز الأول في التمثيل لثلاث سنوات عام 1998 1999 2000 على مستوى الجمهورية العربية السورية
- جائزتي تميز في مسرحيتي سلطان باشا وبنت فلسطين في مهرجان ادلب للفنون
- تميزت ككاتبة <شعر ومقالة وخاطرة> و كأصغر صحفية شابة سنا..
- حصلت على جائزتين عن مقالة محمد الدرة في مهرجان حمص الأدبي وخاطرة «عذرا» في مهرجان طرطوس
- كرمت أفضل ممثلة عن دور عشتار في مسرحية ملحمة جلجامش

## مصدر
لا توجد روابط لمواقع التواصل الاجتماعي.